# کالج پمبروک، آکسفورد
کالج پمبروک، آکسفورد (انگلیسی: Pembroke College, Oxford) یکی از کالج‌های دانشگاه آکسفورد است که در میدان پمبروک در آکسفورد واقع شده‌است. این کالج در سال ۱۶۲۴ توسط جیمز ششم و یکم و با استفاده از موقوفه مالی «توماس تسدیل» پابه‌گذاری شد.
این کالج همچون بسیاری دیگر از کالج‌های دانشگاه آکسفورد در آغاز فقط پسران را ثبت‌نام می‌کرد ولی از سال ۱۹۷۹ میلادی آموزش مختلط را پذیرفت. موقوفه مالی این کالج در سال ۲۰۲۰ میلادی ۶۳ میلیون پوند بود. ارنست رایدر که پیش‌تر قاضی دادگاه تجدیدنظر دیوان عالی دادگستری بود، از سال ۲۰۲۰ رئیس این کالج است.
برخی از دانش‌آموختگان مشهور این کالج عبارتند از: ساموئل جانسون، جی. آر. آر. تالکین، ویلیام بلک‌استون، راجر بنیستر، مایکل هسلتاین، عبدالله دوم، ویکتور اوربان، جیمز ویلیام فولبرایت، والتر ایزاکسون، ریچارد لوگر و پیت بودجج.